# Minivet menut
El minivet menut (Pericrocotus cinnamomeus) és una espècie d'ocell de la família dels campefàgids (Campephagidae).

## Hàbitat i distribució
Habita boscos, manglars, matolls i horts des del nord, est i sud-est del Pakistan, cap a l'est, a través del nord, centre i est de l'Índia i, més cap al sud, al sud de l'Índia i Sri Lanka. Myanmar (excepte el nord-est), Tailàndia i Cambodja fins Laos i sud del Vietnam. Illes Andaman, Java i Bali.